# NGC 42
NGC 42는 페가수스자리 방향에 위치한 렌즈형 은하이다. 2023년에 SN 2023B가 발생하였기도 한다.